# Forres
Forres (gaélique écossais : Farrais), est une ville et à l'origine un burgh royal situé au nord de l'Écosse sur la côte de Moray, à l'est d'Inverness. Il y a plusieurs caractéristiques géographiques et historiques proches de la ville comme la Findhorn, et il y a plusieurs monuments dans la ville elle-même.

## Brève histoire et contexte
Forres semble correspondre au "Varris" présent sur les cartes réalisées par Ptolémée il y a 2 000 ans. Il y avait un château royal dans la ville à compter de 900, et en 1140 la ville devient un burgh royal. Les burghs royaux ont été fondés par les rois écossais au XIIe siècle pour encourager le commerce et favoriser le développement économique. L'abbaye local est détruite par le Loup de Badenoch.

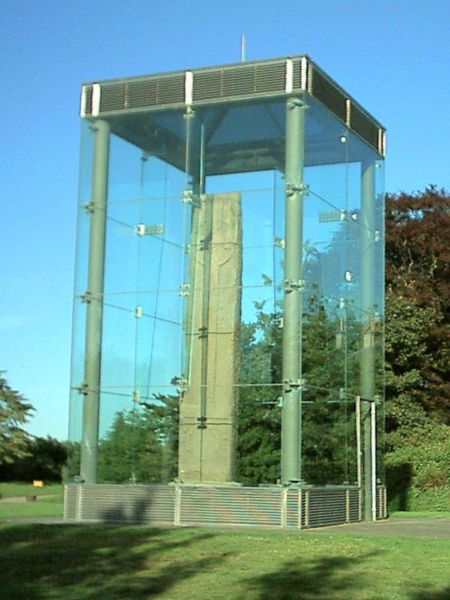
Sueno's Stone à Forres

Le 23 juin 1496, le roi Jacques V d'Écosse sort une charte royale qui donne officiellement les droits et privilèges aux habitants de la ville, qui semblent en profiter depuis le règne de David Ier, 300 ans plus tôt.
Forres s'est développée récemment et regroupe aujourd'hui 9 000 habitants . Située entre les plaines inondables de la Findhorn et les coteaux boisés de Cluny et Sanquhar Hills, Forres est célèbre pour ses sculptures florales. On y trouve de nombreux bars et pubs, dont The Newmarket, The Red Lion connue localement comme "Beastie", The Mosset Tavern, et The Carlton Hotel. 
C'est à Forres que l'on trouve la Sueno's Stone, une immense pierre gravée, probablement créée par les pictes pour commémorer une bataille contre les envahisseurs nordiques. 
Le château de Brodie se situe près de la ville.

## Transport
Forres est situé sur la route A96 reliant Aberdeen et Inverness. Un pont suspendu est ouvert en 1831 pour traverser la rivière à l'extrémité ouest de la ville. Du fait de la forte circulation dans le centre-ville, une bretelle de contournement est créée à la fin des années 1980 pour réduire les bouchons dans le centre-ville. L'A980 relie Forres à Grantown-on-Spey et Aviemore. La B9011 relie la ville à RAF Kinloss et Findhorn Bay. 
La gare ferroviaire de Forres est située juste à l'extérieur de la ville.  
L'aéroport d'Inverness est situé à environ 30 minutes par la route.

## Éducation
- Anderson's Primary School, High Street
- Applegrove Primary School, Orchard Road
- Pilmuir Primary School, Pilmuir Road
- Forres Academy, Burdsyard Road
- Moray Steiner School, Drumduan House, Clovenside Road (école privée pour les 5-16 ans)
- Dyke Primary School

## Jumelage
- Mount Dora, Floride
- Vienenburg, Allemagne

## À voir
Le village de Dyke